# مارکو وی
[[هیسویجک - دینثر|مارکو وی (به هلندی: Marco V)]]هلندی: Marco V
) (زادهٔ ۳ آوریل ۱۹۶۶؛ با نام واقعی مارکو ورکایلن در هیسویجک - دینثر) یک دی‌جی موسیقی الکترونیک هلندی موفق است.